# Вишнёвое (Берёзовский район)
Вишнёвое (укр. Вишневе, до 2016 г. — Червоный Агроном) — село, относится к Березовскому району Одесской области Украины.
Население по переписи 2001 года составляло 165 человек. Почтовый индекс — 67324. Телефонный код — 4856. Занимает площадь 0,909 км². Код КОАТУУ — 5121283605.

## Местный совет
67324, Одесская обл., Березовский р-н, с. Розквит, ул. Почтовая, 1